# Nuovo maggio/Funerale di un lavoratore
Nuovo maggio/Funerale di un lavoratore, pubblicato nel gennaio del 1974, è un singolo della cantante italiana Maria Carta.

## Nuovo maggio
Il testo del brano Nuovo maggio era stato scritto da Maria insieme al marito Salvatore Laurani, la musica è quella della tradizione sarda dei gosos.
Il disco fu inciso mentre andava in onda su Rai due il varietà televisivo "Gente d'Europa" con regia di Giancarlo Nicotra, di cui il brano Nuovo maggio è stata la sigla.

## Il funerale di un lavoratore
La canzone, scritta dal poeta brasiliano João Cabral de Melo Neto e musicata da Chico Buarque De Hollanda, era stata tradotta in italiano e incisa da Anna Identici nel 1971. 
Maria la incide in questa occasione e la inserirà nell'album del 1976 Vi canto una storia assai vera.

## Tracce
Lato A
- Nuovo maggio (gosos)- (Maria Carta, Salvatore Laurani)

Lato B
- Il funerale di un lavoratore (Funeral de um lavrador) - (Sergio Bardotti, Chico Buarque De Hollanda, Francesco Panvini Rosati)

## Incisioni
Il singolo fu inciso su 45 giri, con marchio RCA (TPBO 1004).